# Catalina (Arizona)
Catalina ist ein Census-designated place in Arizona, Vereinigte Staaten, im Pima County. Die Ortschaft liegt etwa 40 Kilometer nördlich von Tucson. Das U.S. Census Bureau hat bei der Volkszählung 2020 eine Einwohnerzahl von 7.551 ermittelt.

## Verkehr
Catalina wird in Nord-Süd-Richtung von der Arizona State Route 77 durchquert, von der ca. 5 km weiter nördlich die Arizona State Route 79 in nordwestlicher Richtung abzweigt.

## Tourismus
Die Ortschaft liegt am nördlichen Rande des Catalina State Park, der wiederum an die östliche Grenze des Coronado National Park anschließt.
Nördlich der Ortschaft liegen zwei Golfplätze, der Mountain View Golf Club und der Saddlebrooke Golf Course.
Saddlebrooke ist unter anderem eine Wohnsiedlung für Ruheständler.

## Demographie
Die Volkszählung von 2000 ergab folgende Werte:
| Weiß      | Afroamerikanisch | Hispanisch  | Indigene        | Asiatisch    | Pazifisch | andere     | 2+     |
| --------- | ---------------- | ----------- | --------------- | ------------ | --------- | ---------- | ------ |
| 85,21 %   | 0,54 %           | 23,67 %     | 1,44 %          | 0,40 %       | 0,16 %    | 9,71 %     | 2,55 % |
| Haushalte | mit Kindern      | Verheiratet | Alleinerziehend | ohne Familie | Single    | Single 65+ |        |
| 2567      | 33,5 %           | 58,2 %      | 10,3 %          | 26,0 %       | 20,3 %    | 2,67 %     |        |